# Jean-Frédéric Possoz
Jean-Frédéric Possoz, né le 1er octobre 1797 à Paris et mort le 6 mai 1875 dans la même ville, est un homme politique français.

## Biographie
Fils de Nicolas Possoz et de Marie-Thérèse Huiart, il exerce comme son père la profession de négociant et, à ce titre, se rend en Suisse pour faire commerce de mousselines. Il se retire des affaires dès 1827 et vient habiter Passy, commune alors située en banlieue de Paris. Après la révolution de 1830, ses concitoyens l'élisent officier de la Garde nationale.
En 1832, lorsque éclate l'épidémie de choléra, il crée un dispensaire dans sa commune. Adjoint en 1832, il est élu maire de Passy le 27 mars 1834, fonction qu'il occupera jusqu'en 1848 puis de 1852 à 1860, date du rattachement de Passy à Paris.
En 1835, il remporte une bataille contre l'archevêché de Paris, qui entendait imposer aux habitants de Passy un prêtre dont ils ne voulaient pas. Quelques années plus tard, il gagne un procès retentissant contre Edmond de Talleyrand-Périgord, duc de Dino, qui lui doit de l'argent.

### 13earrondissementde Paris
La postérité retient l'opposition de Jean-Frédéric Possoz à la numérotation des nouveaux arrondissements de Paris conçue en 1859 par le baron Haussmann. Reprenant l'ancien principe, le projet balaie la ville du nord au sud et d'ouest en est. Commençant par la Rive droite, qui comporte douze nouveaux arrondissements, la numérotation se poursuit sur la Rive gauche par les huit restants. La circonscription occidentale englobant Passy et Auteuil doit donc recevoir le numéro 13, le faubourg Saint-Marcel fermant la liste avec le 20.

Or l'expression populaire « se marier à la mairie du treizième arrondissement », apparue quand la capitale n'en comptait que douze, signifie avoir contracté une union dans une municipalité inexistante, c'est-à-dire « vivre en concubinage ». En 1866, Pierre Larousse indique : 

« Être marié au treizième arrondissement : se disait, lorsque Paris ne comptait que douze arrondissements, pour Vivre maritalement, sans être marié. Le marquis ne fut blâmé par personne de se marier au treizième arrondissement, avec une Béatrix d'occasion. »

— Balzac, Béatrix.
Offusquée, la bourgeoisie de Passy refuse ce qu'elle perçoit comme une source de scandale. Prenant en compte ce mécontentement, le maire proteste auprès du préfet de la Seine. Haussmann accepte de modifier la numérotation si elle reste cohérente. Possoz propose alors une distribution en spirale commençant en centre-ville, où se trouvent les bâtiments officiels du futur 1er arrondissement. La commune de Passy échappe ainsi au chiffre 13, attribué à un secteur populaire et non revendicatif ; avec Auteuil, elle devient le seizième arrondissement de Paris.
Jean-Frédéric Possoz est nommé chevalier de la Légion d'honneur en mai 1838 puis élevé au rang d'officier le 11 août 1864.
Une place du 16e arrondissement de Paris porte son nom.